# Svarte
Svarte is een plaats in de gemeente Ystad, in de Zweedse provincie Skåne län en het landschap Skåne. De plaats heeft 836 inwoners (2005) en een oppervlakte van 62 hectare.

## Verkeer en vervoer
Langs de plaats loopt de Riksväg 9. De plaats heeft een station op de spoorlijn Malmö - Ystad.